# Seznam nejúspěšnějších instrumentálních skladeb Billboard Hot 100
Některé instrumentální skladby, které dosáhly první příčky v Billboard Hot 100.
- "Theme from A Summer Place" – Percy Faith (1960)
- "Telstar" – Tornados (1962)
- "L'Amour Est Bleu (Love Is Blue)" – Paul Mauriat (1968)
- "Grazing in the Grass" – Hugh Masekela (1968)
- "Frankenstein" – Edgar Winter Group (1973)
- "TSOP (The Sound of Philadelphia)" – MFSB (1974)
- "Love's Theme" – Love Unlimited Orchestra (1974)
- "The Hustle" – Van McCoy (1975)
- "Theme from 'S.W.A.T.'" – Rhythm Heritage (1976)
- "A Fifth of Beethoven"- Walter Murphy" (1976)
- "Star Wars Theme/Cantina Band"- Meco" (1977)
- "Rise" – Herb Alpert (1979)
- "Chariots of Fire" – Vangelis (1981)
- "Miami Vice Theme" – Jan Hammer (1985)